# Jamie McMurray
Pour les articles homonymes, voir McMurray.
Statistiques en NASCAR Cup Series
Dernière mise à jour : 18 août 2018 
James Christopher "Jamie" McMurray est un pilote automobile américain né le 3 juin 1976 à Joplin (Missouri). Il a couru de 2007 à 2009 en NASCAR au volant d'une Ford Fusion (no 26) pour l'écurie Roush Fenway Racing puis au volant de la no 1 de la  Earnhardt Ganassi Racing depuis la saison 2010.

## Carrière de pilote
Jamie McMurray fait ses débuts en NASCAR en 1999 en disputant quatre courses de la Craftsman Truck Series cette année-là. La saison suivante, il est en piste pour quinze courses de la Craftsman Truck Series. Il termina une fois dans les cinq premiers et quatre fois dans les dix.
En 2001, il signe un contrat à temps plein en NASCAR et dispute les Busch Series au volant d'une Chevrolet Monte Carlo (no 27) pour l'écurie Brewco Motorsports. En 2002, il remporte deux courses et termine sixième au classement final du championnat.
En 2002, il effectue quelques courses de la NASCAR Winston Cup (aujourd'hui NEXTEL Cup) et enlève la victoire au Bank of America 500. Il signe à temps plein dans cette formule en 2003. Il est désigné rookie de l'année, accrochant cinq places parmi les cinq premiers pour une treizième position au championnat. Parallèlement à sa carrière en Nextel Cup, il participe également à quelques épreuves des Craftsman Truck Series et des Busch Series.
En 2004, il est pénalisé de 25 points après la Food City 500 qui lui coûte sa participation aux play-offs de fin de saison pour 15 points. Il termine ainsi onzième au classement du championnat en signant 23 places parmi les dix premiers, dont douze au cours des quatorze dernières épreuves. Ces résultats de fin de saison lui auraient permis de devenir champion s'il avait participé à la chasse de fin saison (les dix premiers du classement au 3/4 du championnat peuvent seuls prétendre au titre). Il gagne également une course en Craftsman Truck Series et trois en Busch Series rejoignant la liste des pilotes ayant remporté au moins une course dans les trois grandes formules de la NASCAR.
Jamie McMurray rejoint l'écurie Roush Fenway Racing à la fin de la saison 2005. Ce transfert lui assure l'un des plus fructueux contrats jamais signés en NASCAR avec un revenu de 20 millions de dollars par an, non compris les primes.
Le 7 juillet 2007, il remporte sa deuxième course en Nextel Cup à l'occasion du Pepsi 400. Après 644 km de course, il faut une photo finish pour le départager avec son second, Kyle Busch. L'écart entre les deux pilotes (0,004 secondes) est le moins important jamais mesuré sur la piste de Daytona. C'est même le second moins important écart jamais mesuré en NASCAR depuis l'adoption du chronométrage électronique.
À la fin de la saison 2009, il est contraint de partir de la Roush, l'écurie doit réduire le nombre de voitures engagées pour la saison suivante. Il trouve un volant au sein de la  Earnhardt Ganassi Racing, remplaçant Martin Truex Jr.. Il remporte la première épreuve de la saison 2010 à Daytona pour sa nouvelle écurie.

## Palmarès
- Rookie de l'année en Winston/NEXTEL Cup en 2003.
- Meilleur classement final en Winston/NEXTEL Cup : 11e en 2004.
- Meilleur classement final en Busch Series : 6e en 2002.

### Victoires en NASCAR (15)

#### Winston Cup/NEXTEL Cup/Sprint Cup (6)
- 2002 (1) : Bank of America 500 (Charlotte)
- 2007 (1) : Pepsi 400 (Daytona)
- 2009 (1) : AMP Energy 500 (Talladega)
- 2010 (3) : Daytona 500 (Daytona), Brickyard 400 (Indianapolis), Bank of America 500 (Charlotte)
- 2013 (1) : Camping World RV Sales 500 (Daytona)

#### Busch Series/Nationwide Series (8)
- 2004 (3) : Goody's Headache Powder 200 (Rockingham), Bashas' Supermarkets 200 (Phoenix), Bi-Lo 200 (Darlington)
- 2003 (2) : Rockingham 200 (Rockingham), Target House 200 (Rockingham)
- 2002 (2) : Aaron's 312 (Atlanta), Sam's Club 200 (Rockingham)
- 2010 (1) : Great Clips 300 (Atlanta)

#### Craftsman Truck Series (1)
- 2004 (1) : Kroger 200 (Martinsville)